# Tothmea

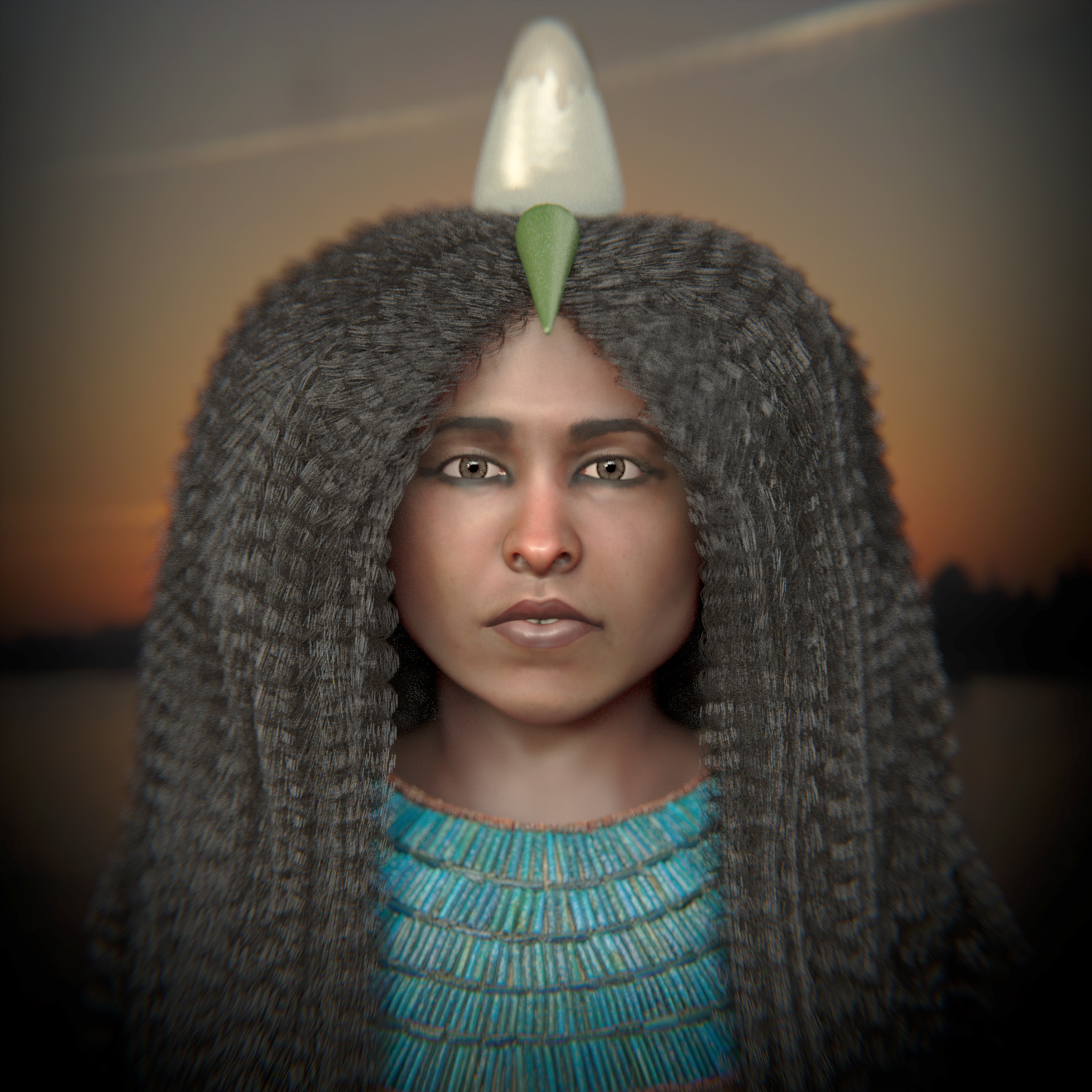
Reconstrução facial forense da múmia Tothmea

Tothmea é uma múmia que faz parte do acervo do Museu Egípcio e Rosa Cruz em Curitiba (PR). Trata-se de uma egípcia que viveu provavelmente no final do Terceiro Período Intermediário (1070–712 a.C.) ou no início do Época Baixa (c. 712–332 a.C.) – entre os séculos VI ou VII a.C.. Estima-se que morreu com 27 anos. A egípcia recebeu o apelido de “Tothmea” de um senhor chamado Farrar, em 1888, como homenagem aos faraós Tutemés, os quais governaram o Egito durante a 18.ª dinastia (entre os anos de 1504 e 1 425 a.C.).

## Reconstrução facial forense
A primeira reconstrução facial forense da múmia Tothmea foi executada no ano de 2013. O trabalho foi fruto de uma parceria entre o Museu Egípcio e Rosa Cruz, do arqueólogo Moacir Elias Santos e do 3D designer Cícero Moraes.

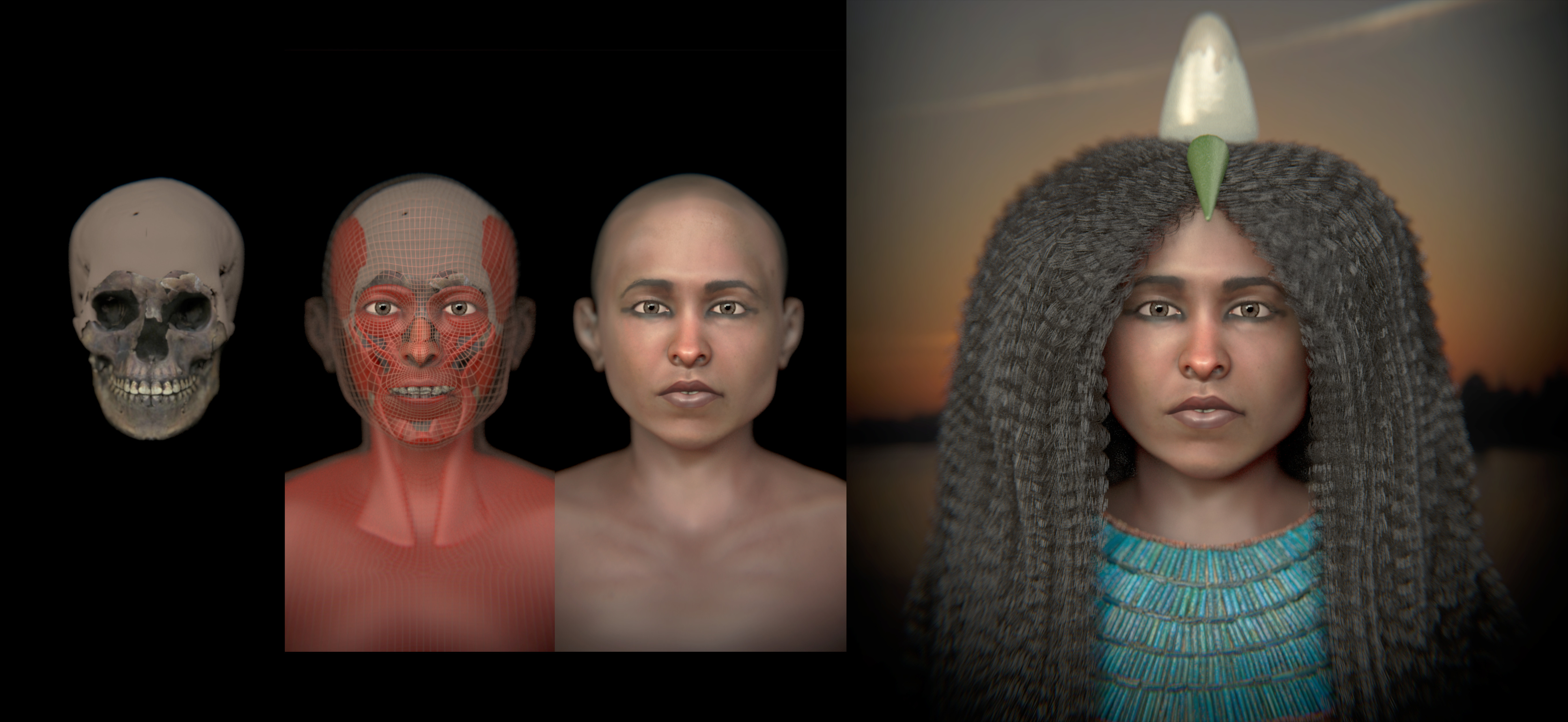
Etapas da reconstrução facial forense

No ano de 2019 a mesma equipe se reuniu e foi lançado o projeto Tothmea+6 em alusão aos 6 anos passados da primeira apresentação. Nessa oportunidade o rosto da múmia passou por um "upgrade", utilizando as últimas técnicas de reconstrução facial forense disponíveis.